# Ajia-do Animation Works
Ajia-dō (株式会社亜細亜堂?, Kabushiki-gaisha Ajiadō) è uno studio di animazione giapponese fondato il 4 ottobre 1978 e noto per serie anime quali Zettai shōnen, la serie in onda costantemente dal 1993 Nintama Rantarō e molti altri. Il suo nome si può tradurre in Atelier dell'Asia.

## Storia
Formato inizialmente sotto il nome Yugen-kaisha Ajiadō (有限会社亜細亜堂?), lo studio è stato fondato nel 1978 dai noti animatori Tsutomu Shibayama, Osamu Kobayashi e Michishiro Yamada, ex membri dello studio di animazione A Production.
Nel 1985, è diventata una kabushiki gaisha. Nel 1987 ha prodotto il suo primo anime, l'OAV Twilight Q (トワイライトQ?, Towairaito Q), primo frutto del gruppo Headgear. Nel 1990 ha costituito l'azienda Dap International Kabushiki-gaisha (ダップインターナショナル株式会社?, Dappu Intānashonaru Kabushiki-gaisha). Nel 1998 lo studio istituì una specifica divisione per la produzione di anime in formato digitale.
Nel 2005 lo studio ha prodotto Zettai shōnen, diretto da Tomomi Mochizuki e trasmesso su NHK BS2. Nel 2007, oltre a produrre la seconda stagione di Emma - Una storia romantica, lo studio si trasferisce nella sede attuale.

## Produzioni

### Serie TV

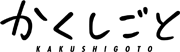
Logo della serie anime Kakushigoto.

| Titolo                                                                | Anno di produzione | Episodi | Note e fonti  |
| --------------------------------------------------------------------- | ------------------ | ------- | ------------- |
| Nintama Rantarō                                                       | 1993               | -       | [ 3 ]         |
| Wankorobe                                                             | 1996-1997          | 26      | [ 4 ]         |
| Le incredibili avventure di Zorori                                    | 2004-2007          | 149     | [ N 1 ] [ 3 ] |
| Zettai shōnen                                                         | 2005               | 26      | [ 3 ]         |
| Kujibiki Unbalance                                                    | 2006               | 12      | [ 3 ]         |
| Emma - Una storia romantica 2                                         | 2007               | 12      | [ 3 ]         |
| DD Hokuto no Ken                                                      | 2013, 2015         | 25      | [ N 2 ] [ 3 ] |
| Hokuto no Ken: Ichigo Aji                                             | 2015               | 12      | [ 5 ]         |
| Izetta: The Last Witch                                                | 2016               | 12      | [ 3 ]         |
| How Not to Summon a Demon Lord                                        | 2018               | 12      | [ 3 ]         |
| Ascendance of a Bookworm                                              | 2019-2020, 2022    | 36      | [ N 3 ] [ 3 ] |
| Kakushigoto                                                           | 2020               | 12      | [ 3 ]         |
| Motto! Majime ni Fumajime Kaiketsu Zorori                             | 2020-2022          | 75      | [ N 4 ] [ 3 ] |
| Kemono jihen                                                          | 2021               | 12      | [ 3 ]         |
| Revenger                                                              | 2023               | 12      | [ 3 ]         |
| A Sign of Affection                                                   | 2024               | 12      | [ 3 ] [ 6 ]   |
| Il papà impiegato reincarnato nella perfida nobildonna del videogioco | 2025               | 12      | [ 7 ]         |
| Yano-kun no futsū no hibi                                             | 2025               | -       | [ 8 ]         |

### Film
| Titolo                                                                  | Anno di produzione | Note e fonti |
| ----------------------------------------------------------------------- | ------------------ | ------------ |
| J League o 100-bai Tanoshiku Miru Hōhō!!                                | 1994               | [ 9 ]        |
| Eiga Nintama Rantarō                                                    | 1996               | [ 10 ]       |
| Donguri no Ie                                                           | 1997               | [ 11 ]       |
| Majime ni Fumajime Kaiketsu Zorori: Nazo no Otakara Daisakusen          | 2006               | [ 3 ]        |
| Heart - Dinosauro coraggioso                                            | 2010               | [ 3 ]        |
| Gekijō-ban Anime Nintama Rantarō Ninjutsu Gakuen Zenin Shutsudō! no Dan | 2011               | [ 3 ]        |
| Magic Tree House                                                        | 2012               | [ 3 ]        |
| Kaiketsu Zorori Da-Da-Da-Daibouken!                                     | 2012               | [ 3 ]        |
| Kaiketsu Zorori: Mamoru ze! Kyouryuu no Tamago                          | 2013               | [ 3 ]        |
| Kaiketsu Zorori: Uchū no Yūsha-tachi                                    | 2015               | [ 12 ]       |
| Eiga Kaiketsu Zorori ZZ no Himitsu                                      | 2017               | [ 3 ]        |
| Bokura no Nanokan Sensou                                                | 2019               | [ 3 ]        |
| Kakushigoto: Himegoto wa Nan Desu ka                                    | 2021               | [ 3 ]        |

### OAV ed ONA
| Titolo                                     | Anno di produzione | Note e fonti   |
| ------------------------------------------ | ------------------ | -------------- |
| Twilight Q                                 | 1987               | [ 13 ]         |
| Shiratori Reiko de Gozaimasu!              | 1990               | [ 14 ] [ 15 ]  |
| Camelot                                    | 1990               | [ N 5 ] [ 16 ] |
| Spirit of Wonder: Chaina-san no Yūutsu     | 1992               | [ 3 ]          |
| Yokohama Shopping Blog                     | 1998               | [ 3 ]          |
| Samurai Spirits 2: Asura Zanmaden          | 1999               | [ 17 ]         |
| Azumanga Web Daioh                         | 2000               | [ 18 ]         |
| Spirit of Wonder                           | 2001-2004          | [ 3 ]          |
| Yokohama kaidashi kikō: Quiet Country Cafe | 2002-2003          | [ 3 ]          |
| Kujibiki Unbalance                         | 2004-2005          | [ 19 ]         |
| Genshiken                                  | 2006-2007          | [ 20 ] [ 21 ]  |
| Ascendance of a Bookworm                   | 2020               | [ 22 ]         |

## Staff

### Direttori
| - Tsutomu Shibayama - Osamu Kobayashi - Hideo Kawauchi - Yumiko Suda | - Tomomi Mochizuki - Tsuneo Kobayashi - Hiroki Negishi - Reiko Suzuki | - Tomoko Iwasaki |

### Sceneggiatori
| - Michishiro Yamada - Yoshiyaki Yanagida - Masaya Fujimori - Hideyuki Funakoshi | - Kinichirō Suzuki - Yūko Ikuno - Masayuki Sekine - Hiroshi Kawaguchi | - Noriko Ogino - Tsuyoshi Ichiki - Yasuhiro Endō - Hikigaya Fujieeta | - Mitsuyuki Musaki - Yayoi Yoshikawa - Yūichi Nakajima - Yuki Nishioka |  |